# Зборовский, Леопольд
Леопольд Зборовский (пол. Leopold Zborowski; 10 марта 1889, Залещики, Австро-Венгерская империя — 24 марта 1932, Париж) — французский меценат польско-еврейского происхождения, известный торговец картинами (маршан) и коллекционер, поэт. Он поддерживал как материально, так и морально многих художников «Парижской школы», с которыми долгое время находился в приятельских отношениях. В этом качестве наиболее известен дружбой с Амедео Модильяни и торговлей его картинами.

## Биография
Родился 10 марта 1889 года в Залещиках и имел подданство Австро-Венгрии. Окончил отделение философии и польской филологии Ягеллонского университета в Кракове. В Париж приехал перед Первой мировой войной с целью изучать литературу и словесность в Сорбонне. По одним сведениям, это случилось в 1913 году, по другим — в 1914 году. В 1913 году женился на Ханке Чировской (Анна Зборовская), молодой польке из зажиточной семьи. Анна впоследствии послужила моделью для многих картин знакомых с нею художников. В предвоенный период и во время войны во Франции была распространена шпиономания, и Зборовский как иностранец сразу попал в поле зрения полиции и даже провёл несколько месяцев в тюрьме.
Торговлей картинами занялся вынужденно, так как во время войны были прерваны его отношения с поддерживавшей его материально семьёй, находившейся в Польше, и после различных попыток заработать различными способами. Так, он нанялся в агентство переписывать адреса — по три франка за каждые пятьсот надписанных конвертов. Также пытался торговать редкими книгами и антикварными предметами, а позже по совету Моисея Кислинга и с его помощью взялся за покупку и продажу картин художников, многих из которых хорошо знал и с которыми поддерживал приятельские отношения. С художниками познакомился в знаменитом кафе «Ротонда», которое находилось на пути следования между его домом и университетом. Интересно, что в кафе его часто путали с Лениным (во многом из-за бородки), который в тот период тоже наведывался в этот квартал.

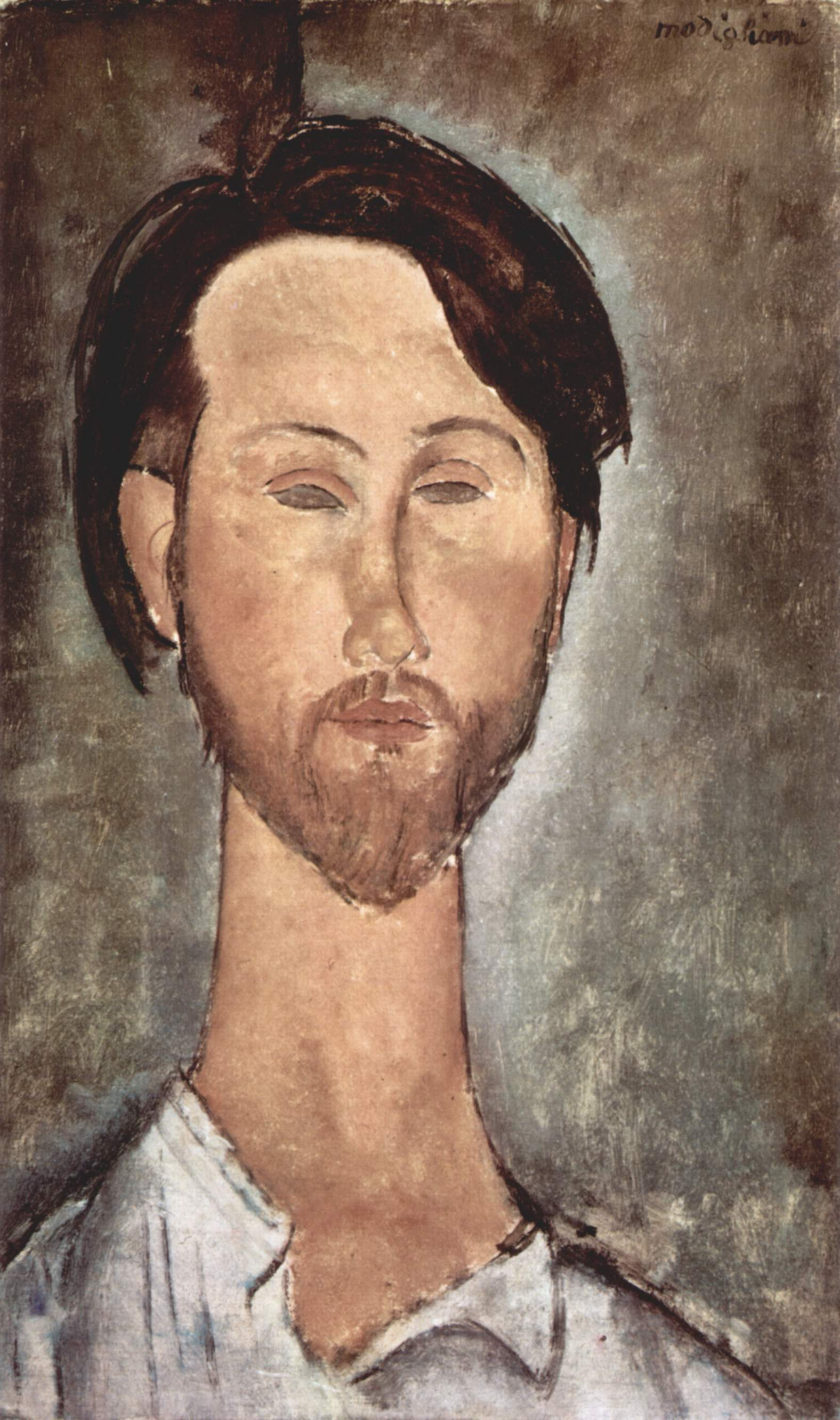
Модильяни — портрет Леопольда Зборовского (1918)

Среди художников Парижской школы был наиболее близок с Амедео Модильяни, который часто использовал его квартиру по адресу ул. Жозефа Бара, 3 в качестве мастерской и жилья и написал несколько портретов Зборовского. Кто именно их познакомил, установить достаточно сложно — по одним сведениям это был Кислинг, по другим — Фернанда Берри (первая жена художника Цугухару Фудзиты).
По мнению В. Я. Виленкина, Зборовский, будучи товарищем художников, не совсем подходил на роль преуспевающего торговца произведениями искусства. По его мнению, этот «удивительный человек с детски чистой душой слишком страстно и бескорыстно любил искусство, чтобы стать преуспевающим маршаном»: «В искусство Модильяни Зборовский влюбился с первого взгляда и сразу уверовал в его великое будущее. Он полюбил не только его картины, но и его самого, полюбил так, как умел любить этот редкостный альтруист, — с полной самоотдачей, с всепрощающей преданностью, без малейшего расчёта и без единого укора».

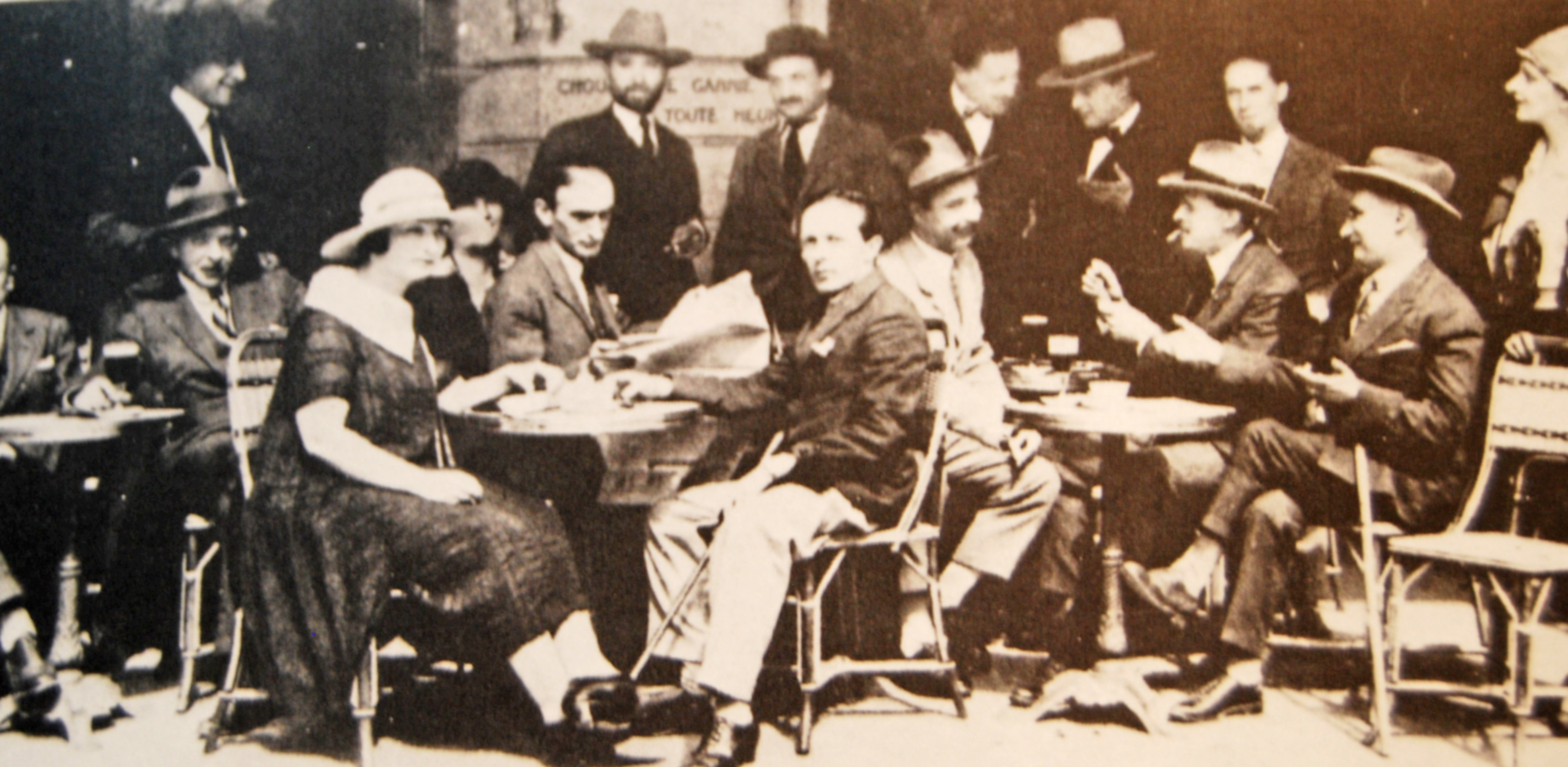
Зборовский с друзьями на террасе кафе «Ротонда» (1924)

Следует отметить, что находить покупателей на работы такого непризнанного при жизни художника, как Модильяни новоявленному торговцу картинами было очень сложно, в результате чего ему не раз приходилось закладывать в ломбард украшения своей жены и другие ценности. Илья Эренбург в своей книге «Люди, годы, жизнь», отмечая, что Зборовский сразу понял и полюбил работы Модильяни, писал:
Но Зборовский сам был неудачником: молодой польский поэт приехал в Париж, мечтал о рейсе на волшебную Цитеру и оказался на мели — перед чашкой кофе в „Ротонде“. Денег у него не было; он жил с женой в маленькой квартире; Модильяни там часто работал. А Зборовский брал под мышку его холсты и с утра до ночи рыскал по Парижу, тщетно пытаясь соблазнить работами итальянского художника настоящих торговцев картинами.
В 1915 году Модильяни стал жить у него в квартире, а Зборовский за его работы стал выплачивать ему ежемесячное денежное содержание в размере 500 франков. Находясь в таких условиях, за три года работы художник сумел создать около 200 картин. В 1917 году Зборовский попытался организовать первую прижизненную персональную выставку работ Модильяни и сумел привлечь к этому владелицу магазина художественных изделий Берту Вейль, которая в то время только что переехала со своей галереей в новое помещение. 3 декабря 1917 года в этой галерее собралась группа гостей, приглашённых на вернисаж (было представлено около тридцати рисунков и картин). Чтобы привлечь публику, Зборовский выставил на витрину два обнажённых женских портрета, что было замечено полицией, так как галерея располагалась прямо напротив полицейского участка. Стражи закона, из соображений благопристойности и возмущённые видом выставленных картин, под угрозой конфискации картин заставили Модильяни закрыть экспозицию всего через несколько часов после её открытия. Писатель Франсис Карко писал, что выставка была закрыта, так как собравшаяся толпа зевак препятствовала уличному движению. По словам Карко, встреча Зборовского и Модильяни была неожиданной прихотью судьбы и удачей для обоих; художник нашёл в нём настоящего друга, который, сам терпя беспросветную нужду, поклялся, что добьётся славы для него: «Как Зборовский любил своего друга-художника! Как понимал его и восторгался им! Он во всем себе отказывал ради Моди, — в табаке, в пище, в угле для печки. И мало-помалу, ценой ужасных испытаний и тяжких усилий, ему удалось снабдить друга холстом, красками, раздобыть для него убогую мастерскую и пару сотен франков, что дало возможность художнику перейти от голодания к недоеданию».
В 1919 году Зборовский организовал выставку «Modern French Art», открывшуюся 1 августа в лондонской «Мэнсард Гэллери». На выставке экспонировались работы многих представителей «Парижской школы», среди которых были: скульпторы Осип Цадкин и Александр Архипенко, художники Пабло Пикассо, Анри Матисс, Андре Дерен, Морис Вламинк, Луи Маркусси, Фернан Леже, Рауль Дюфи, Леопольд Сюрваж, Сюзанна Валадон, Морис Утрилло, Модильяни, Моисей Кислинг, Хаим Сутин.

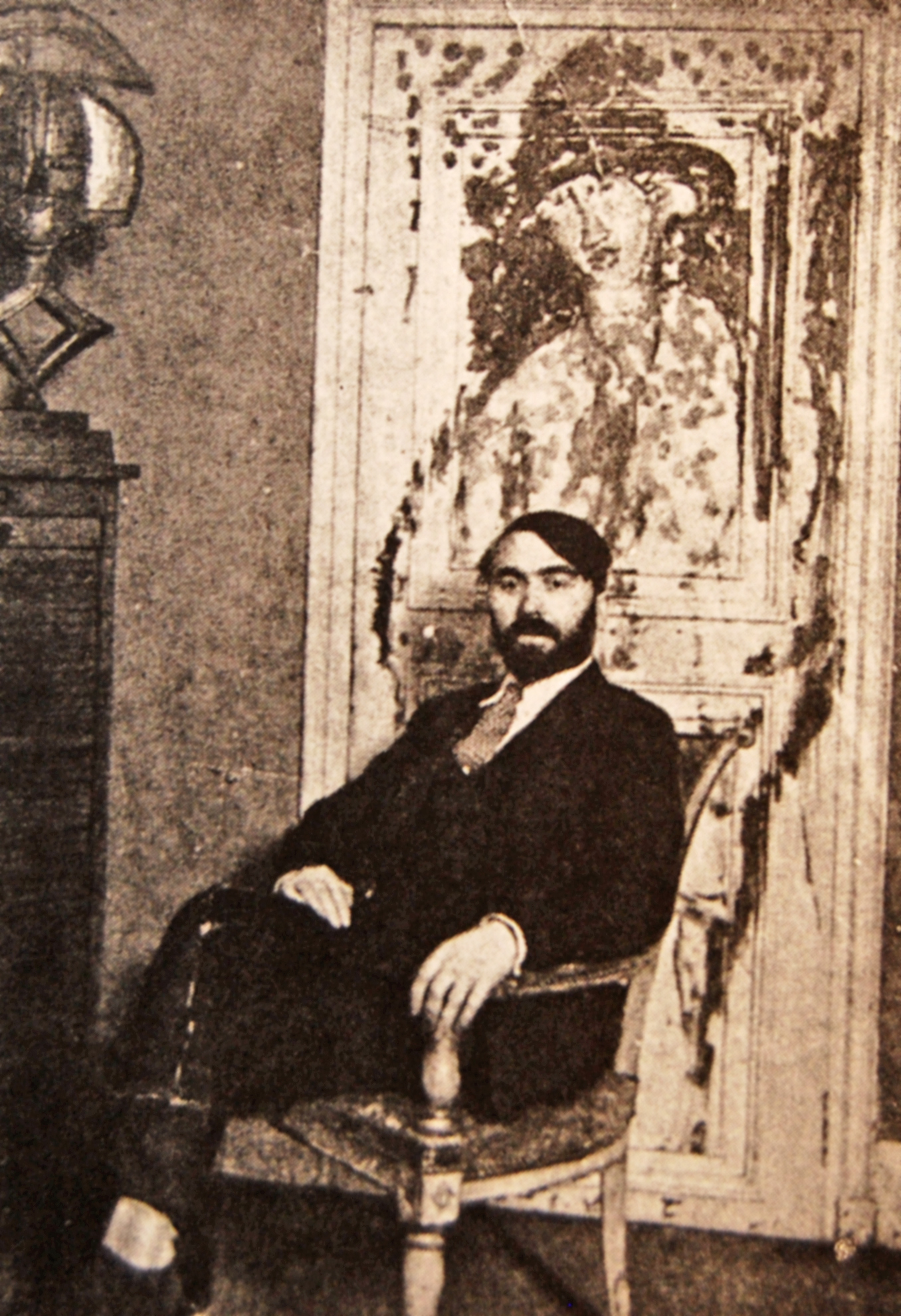
Зборовский в своей квартире в 1918 году на фоне двери, на которой Модильяни изобразил Хаима Сутина

Отзывы и результаты выставки были противоречивыми. Однако впервые после скандальной выставки у Берты Вайль в 1917 году появляются статьи о Модильяни, его работы были положительно оценены несколькими известными английскими критиками, а в Париж даже проникли преувеличенные слухи о его успехе у английской публике. Один из портретов Люнии Чеховской приобрёл известный писатель Арнольд Беннет. Несмотря на относительный успех, эта выставка всё же сыграла довольно большую роль в деле популяризации творчества художника.
В 1920 году, после трагической смерти Модильяни и его жены Жанны Эбютерн, цены на его картины пошли вверх и Зборовский сумел поправить своё материальное положение и расплатиться с долгами. Некоторые исследователи пишут о Зборовском как о циничном и расчётливом продавце, который был готов смириться даже со смертью своего любимого художника, лишь бы вернуть вложенные в него средства, а другие как о широкой души человеке и филантропе, чья жертвенность достойна всяческого восхищения.
Также занимался продажей картин Хаима Сутина. У Зборовского было около 150 картин этого художника, которые Сутин хотел уничтожить, и несколько десятков картин из этого собрания в 1923 году купил американский коллекционер Альберт Кумс Барнс по $35 (по другим сведениям $50) за картину. Зборовский и Сутин сочли эту сделку великолепной, так как до этого продавали картины всего за несколько десятков франков. В 1927 году Зборовский открыл художественную галерею, однако, не выдержав конкуренции, разорился и вынужден был её закрыть.
Умер 24 марта 1932 года в Париже в бедности от воспаления лёгких и сердечной недостаточности. Похоронен на кладбище Пер-Лашез.